# 甑

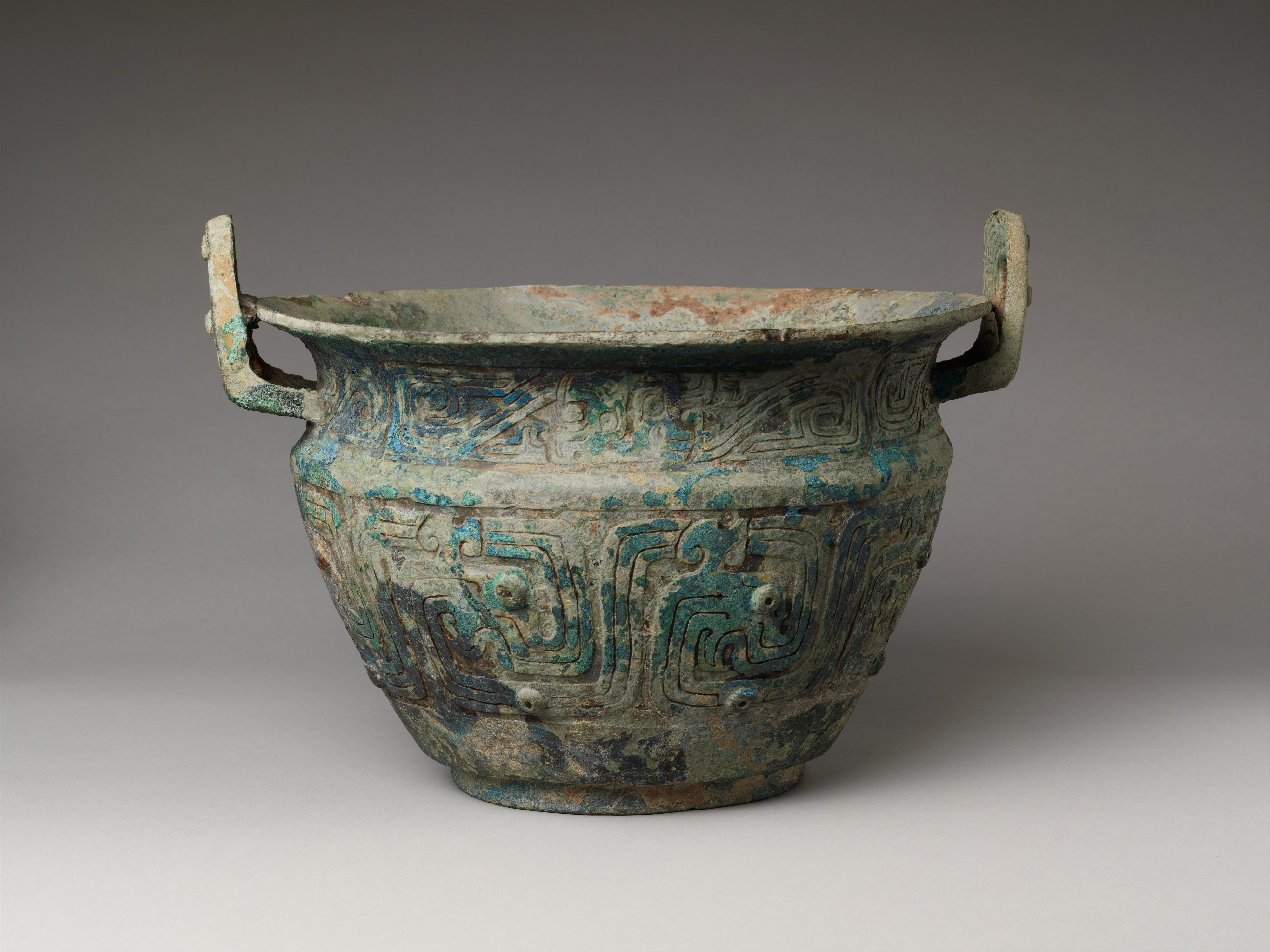
一个西周时期的青銅甑，现藏于美国大都会艺术博物馆

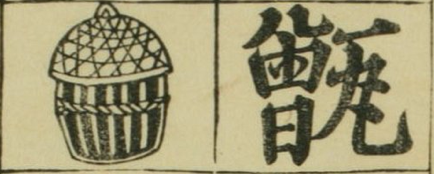
《對相四字雜言》中的甑

甑是中国古代的蒸食用具。

## 特点
爲甗的上半部分，与鬲通过镂空的箅相连，用来放置食物，利用鬲中的蒸汽将甑中的食物煮熟。单独的甑很少见，多爲圆形，有耳或无耳。
陕西当地有一种特产为甑糕，用糯米和大枣（也有云豆的）制成糯米糕，因在“甑”这一特制的器具中蒸熟的故称“甑糕”。

## 延伸阅读
[在维基数据编辑]
 《欽定古今圖書集成·經濟彙編·考工典·甑部》，出自陈梦雷《古今圖書集成》